# Ignacio Damián Medina
Ignacio Damián Medina (Tandil, 17 de marzo de 1967) es un eclesiástico católico argentino. Es el obispo de Río Gallegos, desde agosto de 2023. Fue obispo auxiliar de Lomas de Zamora, de 2019 a 2023.

## Biografía
Ignacio Damián nació el 17 de marzo de 1967 en la ciudad argentina de Tandil.
En 1987 ingresó al Seminario Metropolitano de Buenos Aires, donde realizó sus estudios eclesiásticos.
Tras realizar estudios en la Universidad Católica Argentina, obtuvo el bachillerato en Filosofía y Teología.

### Sacerdocio
Fue diácono en la parroquia Santa Rosa de Lima. Su ordenación sacerdotal fue el 26 de noviembre de 1994, en el atrio de la Catedral de Buenos Aires, a manos del cardenal-arzobispo Antonio Quarracino y del obispo Jorge Begoglio SJ; incardinándose en la arquidiócesis de Buenos Aires.
Como sacerdote desempeñó los siguientes ministerios:
- Vicario parroquial de San Rafael Arcángel, en el barrio Villa Devoto (1995-1998).
- Vicario parroquial de Santa Ana y San Joaquín, en el barrio Villa del Parque (1998-2000).
- Párroco de la Inmaculada Concepción, como misionero Fidei Donum en la diócesis de Río Gallegos (2000-2006).[2][3]
- Párroco del Espíritu Santo, en el barrio Villa Urquiza (2006-2018).
- Miembro de la Comisión Arquidiocesana de Caritas de la Vicaría Devoto (2011-2015).
- Párroco de Niño Jesús, en el barrio Villa Lugano (2018-2019).

### Episcopado
Obispo auxiliar de Lomas de Zamora
El 26 de noviembre de 2019, el papa Francisco lo nombró obispo titular de Nepte y obispo auxiliar de Lomas de Zamora.
Además de su escudo, escogió como lema la frase: "La caridad de Cristo nos apremia".
Fue consagrado el 29 de febrero de 2020, en la Catedral de Lomas de Zamora, a manos del obispo Jorge Lugones SJ.
- Vicario general diocesano (hasta 2023).
- Vicepresidente de la Comisión de Caritas diocesana (2021-2023).[6]
- Miembro del Consejo Presbiteral, del Colegio de Consultores y del Consejo Pastoral diocesano (hasta 2023).

Obispo de Río Gallegos
El 11 de agosto de 2023, fue nombrado obispo de Río Gallegos.
Tomó posesión canónica el 14 de octubre, durante una ceremonia en el gimnasio del Colegio Salesiano Ntra. Sra. de Luján de Río Gallegos.
- Miembro de la Comisión Episcopal para la Educación Católica de la Conferencia Episcopal Argentina (2021-2024).[11]